# رجال الشرطة الأربعة

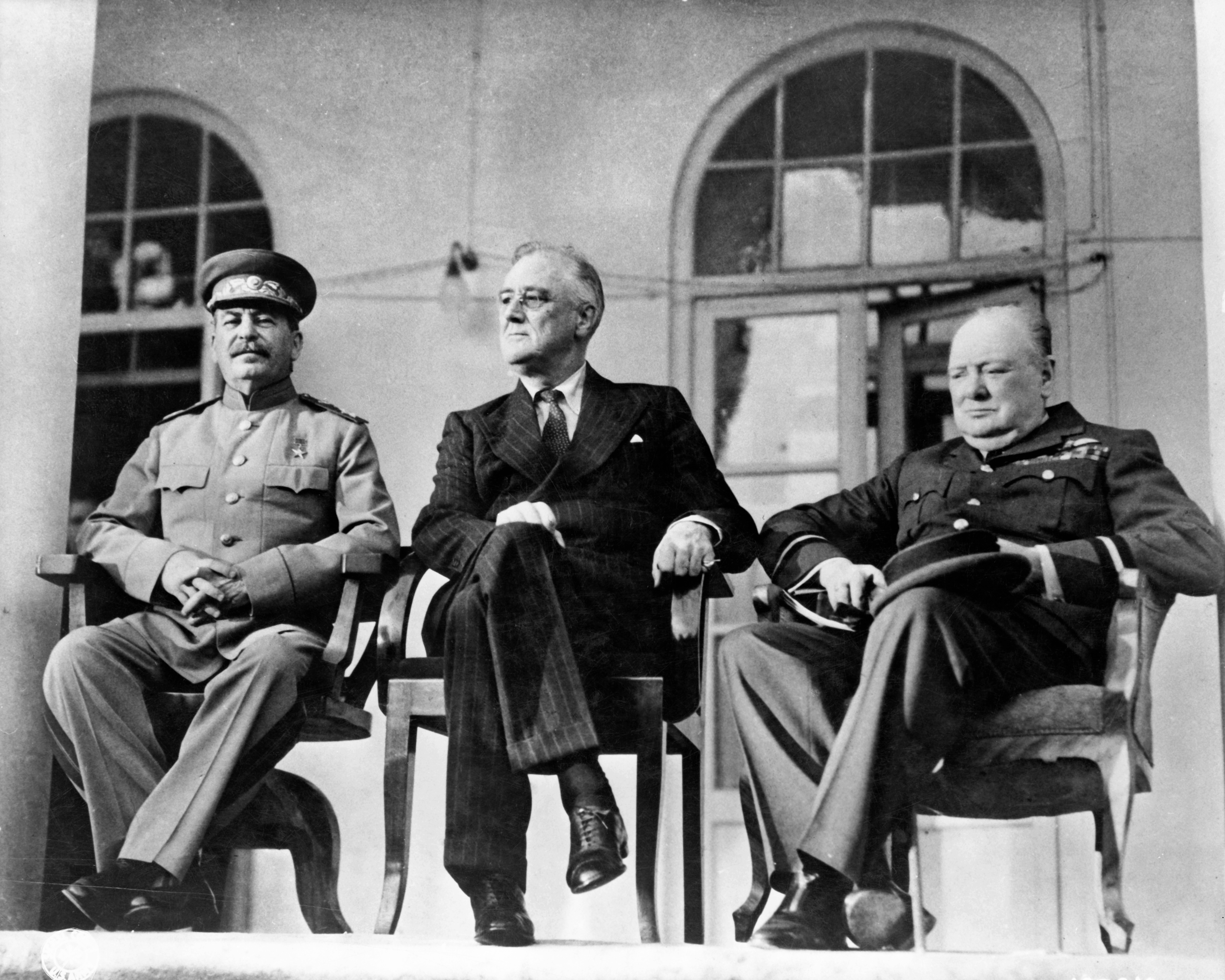
زعماء الحلفاء في المسرح الأوروبي للحرب العالمية الثانية: اجتماع جوزيف ستالين وفرانكلين روزفلت وونستون تشرشل في مؤتمر طهران عام 1943

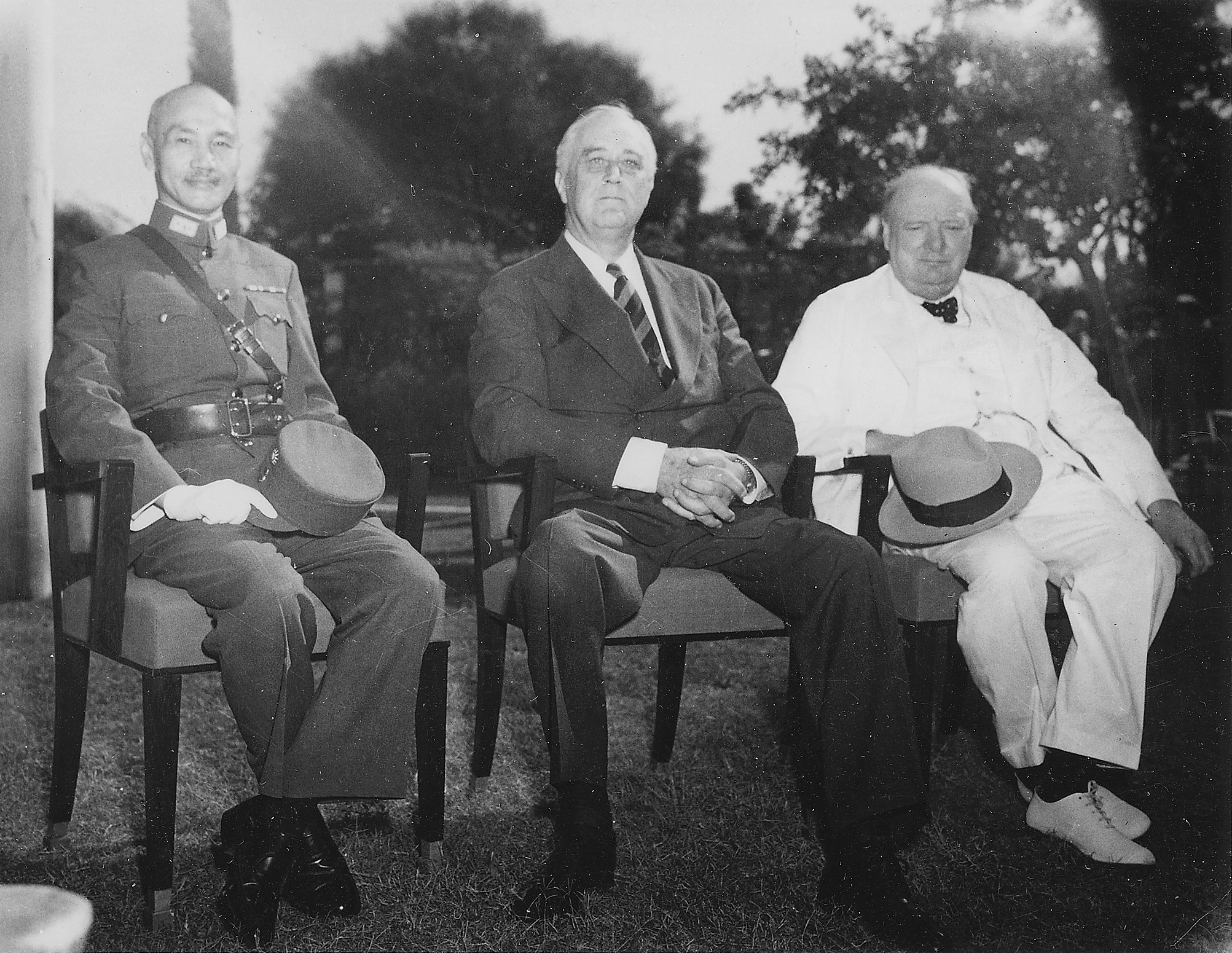
التقى كل من شيانج كاي شيك وفرانكلين دي روزفلت وونستون تشرشل في مؤتمر القاهرة عام 1943 أثناء الحرب العالمية الثانية.

يشير مصطلح «رجال الشرطة الأربعة» إلى مجلسِ ما بعد الحرب يتألف من الأربعة الكبار، واقترحه الرئيس الأمريكي فرانكلين دي روزفلت ليكن ضامنًا للسلام العالمي. إن الأربعة الكبار، الذين أطلق عليهم اسم القوى الأربع أثناء الحرب العالمية الثانية، كانوا الحلفاء الأربعة الرئيسيين في الحرب العالمية الثانية وهم: المملكة المتحدة والولايات المتحدة والاتحاد السوفيتي والصين. استخدم روزفلت مصطلح «رجال الشرطة الأربعة» مرارًا وتكرارًا بدءً من عام 1942.
سيكون رجال الشرطة الأربعة مسؤولين عن الحفاظ على النظام في مناطق نفوذهم: بريطانيا في إمبراطوريتها وأوروبا الغربية؛ الاتحاد السوفيتي في أوروبا الشرقية ووسط أوراسيا اليابسة؛ الصين في شرق آسيا وغرب المحيط الهادئ؛ والولايات المتحدة في نصف الكرة الغربي. وكإجراء وقائي ضد الحروب الجديدة، اقتُرح نزع سلاح دول غير رجال الشرطة الأربعة. فقط رجال الشرطة الأربعة سيُسمح لهم بامتلاك أسلحة أقوى من البندقية.
في البداية، تصور روزفلت أن المنظمة الدولية لما بعد الحرب ستتشكل بعد عدة سنوات من الحرب. في وقت لاحق، توصل إلى اعتبار إنشاء الأمم المتحدة الهدف الأكثر أهمية للجهود الحربية بأكملها. تألفت رؤيته للمنظمة من ثلاثة فروع: فرع تنفيذي يتألف من الأربعة الكبار، وفرع تنفيذي يتألف من نفس القوى العظمى الأربعة التي تعمل كأربعة رجال شرطة أو أربع عمداء، ومجلس دولي يمثل الدول الأخرى.
وكحل وسط مع النقاد الدوليين، أصبحت الدول الأربع الكبرى الأعضاء الدائمين في مجلس الأمن التابع للأمم المتحدة، مع قوة أقل بكثير مما كان متصورًا في اقتراح رجال الشرطة الأربعة. عندما تم تأسيس الأمم المتحدة رسميًا في وقت لاحق عام 1945، أضيفت فرنسا في الوقت المناسب كعضو دائم خامس في مجلس الأمن في ذلك الوقت بسبب إصرار تشرشل.

## التاريخ

### الخلفية
بعد الحرب العالمية الأولى، اتبعت الولايات المتحدة سياسة الانعزالية ورفضت الانضمام إلى عصبة الأمم في عام 1919. كان روزفلت مؤيدًا لعصبة الأمم، ولكن بحلول عام 1935، أخبر مستشاره للسياسة الخارجية سومنر ويلز: «لم تعد عصبة الأمم أكثر من مجتمع يناقش، بل أصبحت فقيرة في ذلك الوقت!».قالب:Too many pages انتقد روزفلت العصبة لأنها تمثل مصالح العديد من الدول. لقد أيد نهجا للسلام العالمي يتم تأمينه من خلال الجهود الموحدة للقوى العظمى في العالم، وليس من خلال مفاهيم ويلسون للإجماع والتعاون الدوليين التي وجهت عصبة الأمم.
إن فكرة «مراقبة» القوى العظمى للعالم قد نوقشت من قبل الرئيس روزفلت في وقت مبكر من أغسطس 1941، خلال أول لقاء له مع رئيس الوزراء البريطاني ونستون تشرشل.[بحاجة لمصدر] وعندما صدر ميثاق الأطلسي، كان روزفلت قد ضمن أن الميثاق حذف أي إشارة إلى أي التزام أمريكي تجاه إنشاء هيئة دولية جديدة بعد الحرب. لقد كان مترددًا في الإعلان علنًا عن خططه لإنشاء هيئة دولية لما بعد الحرب، مدركًا لخطر أن يرفض الشعب الأمريكي مقترحاته، ولم يرغب في تكرار كفاح وودرو ويلسون لإقناع مجلس الشيوخ الأمريكي بالموافقة على العضوية الأمريكية في عصبة الأمم.
كان اقتراح روزفلت هو إنشاء هيئة دولية جديدة بقيادة «وصاية» من القوى العظمى التي من شأنها أن تشرف على البلدان الأصغر. لقد كتب في سبتمبر 1941:
ومع جهد أول «عشوائي»، إلا أن تخطيط وزارة الخارجية الأمريكية لما بعد الحرب كان معلقًا لمعظم عامي 1940 و1941. وعقب المؤتمر الأطلسي، تم إعداد توجيه بشأن التخطيط لما بعد الحرب بحلول منتصف أكتوبر من قبل وزارة الخارجية، والذي تم تسليمه إلى الرئيس في أواخر ديسمبر.

### خطط رجال الشرطة الأربعة

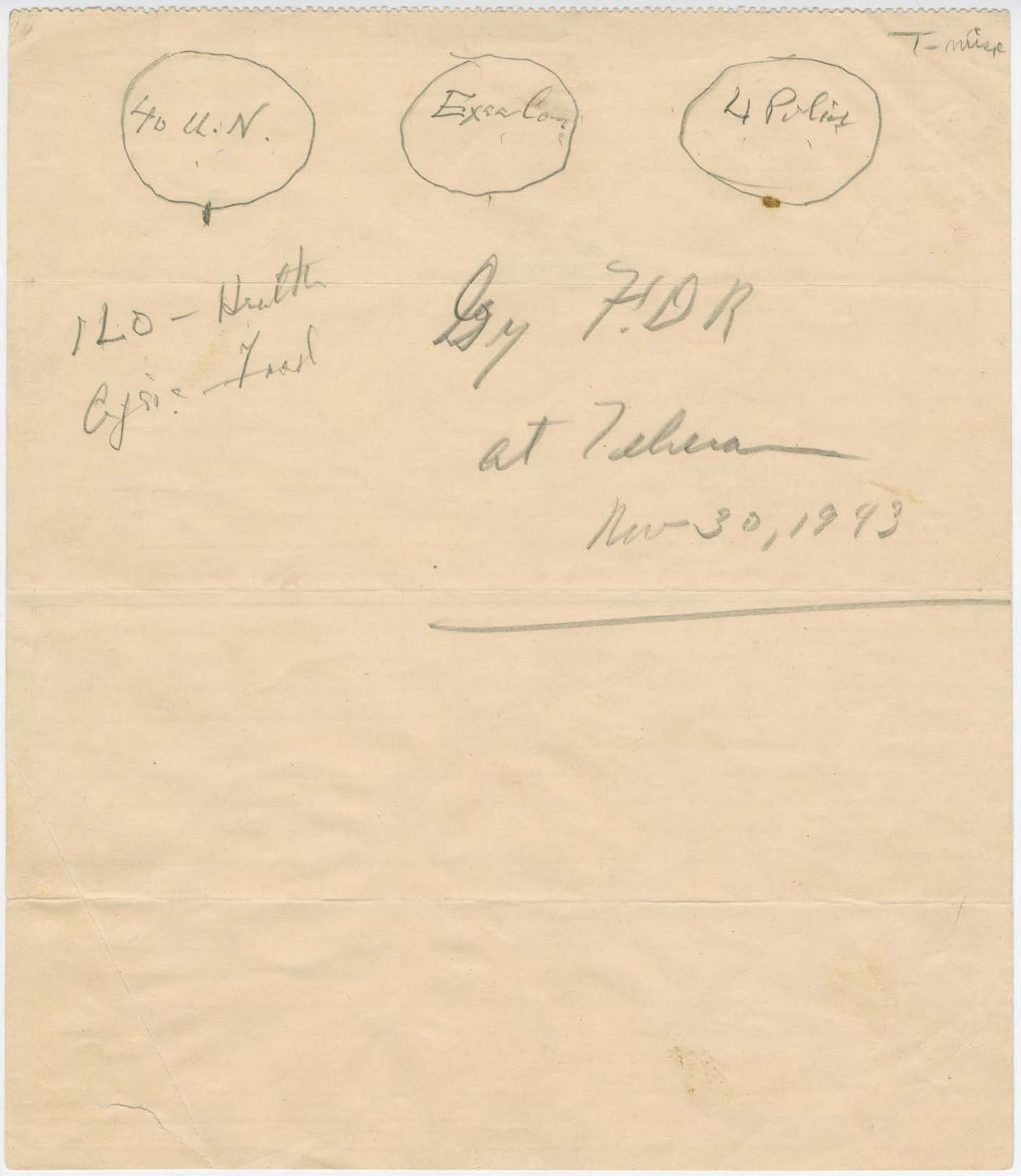
رسم تخطيطي لفرانكلين روزفلت من العام 1943 للفروع الثلاثة الأصلية للأمم المتحدة. الفرع الأيمن يمثل رجال الشرطة الأربعة.

أدى الهجوم الياباني الهجوم على بيرل هاربر في ديسمبر 1941 إلى تغيير موقف روزفلت. قام بتحويل اقتراح الوصاية الخاص به إلى اقتراح لأربعة رجال شرطة - الولايات المتحدة وبريطانيا والاتحاد السوفيتي والصين - لفرض السلام بعد الحرب لعدة سنوات بينما سيتم نزع سلاح الدول الأخرى الصديقة والعدوة. قدم روزفلت إشاراته الأولى إلى اقتراح رجال الشرطة الأربعة في أوائل عام 1942. هذا لن يمنع في النهاية تشكيل منظمة عالمية من الدول «لغرض المناقشة الكاملة» شريطة أن تُترك «الإدارة» إلى رجال الشرطة الأربعة.
قدم خططه لما بعد الحرب لوزير الخارجية السوفيتي فياتشيسلاف مولوتوف، الذي وصل إلى واشنطن في 29 مايو لمناقشة إمكانية إطلاق جبهة ثانية في أوروبا. قال الرئيس لمولوتوف «إنه لا يستطيع أن يتخيل عصبة أمم أخرى مع 100 دولة موقِّعة مختلفة؛ ببساطة كان هناك عدد كبير جدًا من الدول لإرضائها، ومن ثم كان فشلًا وسيكون فشلًا». أخبر روزفلت مولوتوف أن على الأربعة الكبار الاتحاد بعد الحرب لمراقبة العالم ونزع سلاح الدول المعتدية. عندما سأل مولوتوف عن دور الدول الأخرى، أجاب روزفلت بالقول إن كثرة «رجال الشرطة» يمكن أن تؤدي إلى الاقتتال الداخلي، لكنه كان منفتحًا على فكرة السماح للدول الحليفة الأخرى بالمشاركة. تلخص مذكرة المؤتمر حديثهم:
واصل روزفلت ومولوتوف مناقشتهما بشأن رجال الشرطة الأربعة في اجتماع ثان في 1 يونيو. أبلغ مولوتوف الرئيس أن جوزيف ستالين مستعد لدعم خطط روزفلت للحفاظ على السلام بعد الحرب من خلال رجال الشرطة الأربعة ونزع السلاح القسري. أثار روزفلت أيضًا مسألة إنهاء الاستعمار بعد الحرب، واقترح أن تخضع المستعمرات السابقة لفترة انتقالية تحت حكم وصاية دولية قبل استقلالها.
تم جلب الصين كعضو في الأربعة الكبار وعضو مستقبلي في رجال الشرطة الأربعة. كان روزفلت يؤيد الاعتراف بالصين كقوة عظمى لأنه كان متأكدًا من أن الصينيين سيقفون إلى جانب الأمريكيين ضد السوفييت. لقد قال لوزير الخارجية البريطاني أنطوني إيدن، «في أي نزاع سياسي خطير مع روسيا، ستقف [الصين] بلا شك إلى جانبنا». وكما كان قبل اندلاع الحرب الأهلية الصينية، فهو لم يكن يقصد الصين الشيوعية، بل جمهورية الصين. اعتقد الرئيس أن الصين الموالية لأمريكا ستكون مفيدة للولايات المتحدة إذا وافق الأمريكيون والسوفييت والصينيون على احتلال اليابان وكوريا معًا بعد الحرب. عندما أعرب مولوتوف عن مخاوفه بشأن استقرار الصين، رد روزفلت بالقول إن «عدد سكان دولنا وأصدقائنا مجتمعة يزيد عن مليار شخص».
اعترض تشرشل على إدراج روزفلت للصين كواحدة من الأربعة الكبار لأنه كان يخشى أن يقوض الأمريكيون ممتلكات بريطانيا الاستعمارية في آسيا. في أكتوبر 1942، أخبر تشرشل إيدن أن جمهورية الصين تمثل «تصويتًا شاذًا إلى جانب الولايات المتحدة في أي محاولة لتصفية الإمبراطورية البريطانية في الخارج». شارك إيدن هذا الرأي مع تشرشل وأعرب عن شكوكه في أن الصين، التي كانت في ذلك الحين في خضم حرب أهلية، يمكن أن تعود إلى وضع دولة مستقرة. رد روزفلت على انتقادات تشرشل بإخباره إيدن أن «الصين قد تصبح قوة مفيدة للغاية في الشرق الأقصى لمساعدة اليابان على ضبط الأمن» وأنه كان يدعم بشكل كامل تقديم المزيد من المساعدات للصين.

### تشكيل الأمم المتحدة
في يوم رأس السنة الجديدة عام 1942، وقع ممثلو الحلفاء «الأربعة الكبار»، الولايات المتحدة، والمملكة المتحدة، والاتحاد السوفيتي، والصين، وثيقة قصيرة عرفت فيما بعد باسم إعلان الأمم المتحدة وفي اليوم التالي أضاف ممثلو 22 دولة أخرى توقيعاتهم.
بدأ الرئيس روزفلت خططًا لما بعد الحرب لإنشاء منظمة دولية جديدة وأكثر ديمومة من شأنها أن تحل محل عصبة الأمم السابقة. تلقى اقتراح رجال الشرطة الأربعة الذي قدمه روزفلت انتقادات من الليبراليين الدوليين الذين أرادوا توزيع السلطة بشكل أكثر عدالة بين الدول. كان الدوليون قلقين من أن رجال الشرطة الأربعة يمكن أن يقودوا إلى تحالفا رباعيا جديدا.
تمت صياغة خطة جديدة للأمم المتحدة من قبل وزارة الخارجية في أبريل 1944. لقد أبقت على التركيز على تضامن القوى العظمى الذي كان محوريًا في اقتراح روزفلت لرجال الشرطة الأربعة للأمم المتحدة. سيعمل أعضاء الأربعة الكبار كأعضاء دائمين في مجلس الأمن التابع للأمم المتحدة. سيتم منح كل من الأعضاء الأربعة الدائمين حق النقض في مجلس الأمن التابع للأمم المتحدة، والذي من شأنه تجاوز أي قرار للأمم المتحدة يتعارض مع مصالح أحد الأربعة الكبار. ومع ذلك، فقد تعاملت وزارة الخارجية مع الليبراليين الدوليين. تم توسيع أهلية العضوية لتشمل جميع الدول القومية التي تقاتل ضد قوى المحور بدلًا من قلة مختارة.
كان روزفلت من أنصار عصبة الأمم في 1919-1920، لكنه كان مصممًا على تجنب الأخطاء التي ارتكبها وودرو ويلسون. كانت الأمم المتحدة أعلى أولويات روزفلت بعد الحرب. لقد أصر على التنسيق الكامل مع القيادة الجمهورية. كما تأكد من أن كبار الجمهوريين كانوا على وفاقٍ معه، وخاصة السناتور آرثر فاندنبرغ من ميشيغان، وارين أوستين من فيرمونت. بمعنى واسع، كان روزفلت يعتقد أن الأمم المتحدة يمكن أن تحل المشاكل الثانوية وتوفر الآلية الرئيسية لحل أي قضايا رئيسية تنشأ بين القوى العظمى، والتي سيكون لكل منها حق النقض. كان روزفلت مهتمًا بشكل خاص بالحماية الدولية لحقوق الإنسان، وفي هذا المجال لعبت زوجته دورًا رئيسيًا أيضًا.
انعقد مؤتمر دومبارتون أوكس في أغسطس 1944 لمناقشة خطط الأمم المتحدة بعد الحرب مع وفود من الولايات المتحدة والمملكة المتحدة والاتحاد السوفيتي والصين. اعتبر الرئيس الأمريكي فرانكلين روزفلت أن أهم إرث له هو إنشاء الأمم المتحدة، مكونا منظمة دائمة من تحالف زمن الحرب الذي يحمل نفس الاسم. لقد كان المروج الرئيسي لفكرة الأمم المتحدة.
كان الأربعة الكبار هي البلدان الأربعة الوحيدة الراعية لمؤتمر سان فرانسيسكو لعام 1945 وقد تناوب رؤساء وفودهم على رئاسة الجلسات العامة. خلال هذا المؤتمر، وقع الأربعة الكبار وحلفاؤهم ميثاق الأمم المتحدة.

## الإرث
وبكلمات وكيل الأمين العام السابق للأمم المتحدة، السير بريان أوركهارت:

## روابط خارجية
- «أممية الآلات: الأصول الأمريكية للأمم المتحدة، 1940-193» لستيفن ويرثيم
- «الولايات المتحدة: الأمم المتحدة» بقلم بيتر جوان